# Piotr Adamczyk (nhà văn)

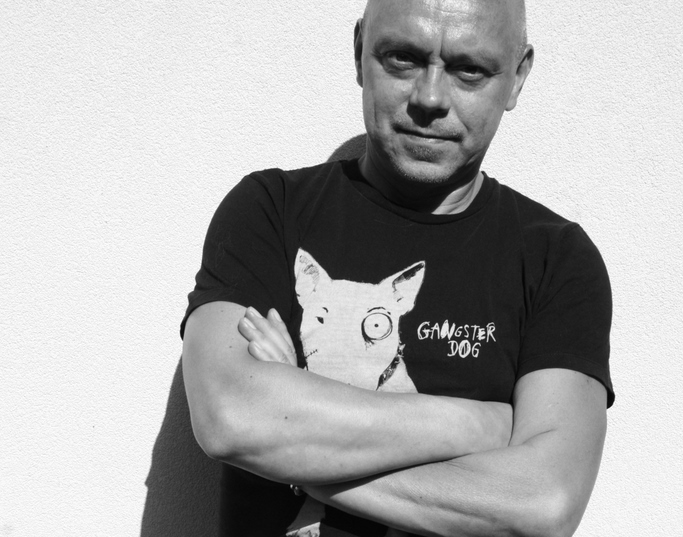
Piotr Adamczyk năm 2012

Piotr Adamczyk (sinh ngày 29 tháng 6 năm 1958 tại Wrocław) là một nhà văn và nhà báo người Ba Lan.

## Tiểu sử
Sau khi học triết học tại Khoa Triết học và Lịch sử của Đại học Wrocław và nhận bằng tốt nghiệp năm 1983, ông bắt đầu làm phóng viên và người phụ trách chuyên mục trong tuần báo "Sprawy i Ludzi", đứng đầu là học giả người Đức Julian Bartosz. Năm 1990, ông tham gia vào việc thành lập và biên tờ nhật báo màu, được lắp ráp bằng máy tính và in offset đầu tiên ở Ba Lan, "Dziennik Dolnośląski", nhờ sự hỗ trợ chính trị của Władysław Frasyniuk. Sau đó, ông và một nhóm các nhà báo đã rời khỏi tờ báo để phản đối sau khi Ryszard Czarnecki tiếp quản vị trí tổng biên tập của tờ báo.
Cùng với giám đốc nhà hát và người sáng lập nhà hát "Kalambur", Bogusław Litwiniec, ông đã đồng sáng lập ra tờ báo châm biếm "Śmiech Europy", phát hành hàng tháng. Ông cũng đã xuất bản các bài viết của mình trên các tờ báo như "Przeglądzie Tygodniowym", "Prawie i Życiu", "Tygodniku Obywatelskim", "Słowie Polskim", "Wieczorze Wrocławia", "Gazecie Wrocławskiej", "Polityce", "Wprost", "Pulsie Biznesu", "Gazecie Wyborczej". Trong những năm 1997-2001, ông là tổng biên tập của nhật báo "Słowo Polskie" có trụ sở tại Hạ Silesian. Ông đã giành được một số giải thưởng cho các phóng sự, như hai lần giàm được danh hiệu Nhà báo của năm, được trao bởi cộng đồng nhà báo Dolnośląskie. Năm 2005, ông nhận được học bổng từ Bộ Ngoại giao Hoa Kỳ như một phần của International Visitor Leadership Program.
Sau khi trở về từ Hoa Kỳ, ông bắt đầu chú trọng hơn vào sáng tác văn học. Năm 2012, nhà xuất bản "Dobra Literatura" đã xuất bản cuốn tiểu thuyết của ông có tựa đề "Pożądanie mieszka w szafie" (xuất bản lần thứ hai năm 2016). Cuốn tiểu thuyết thứ hai của ông, có tên "Dom tęsknot" (tạm dịch: Ngôi nhà của những khao khát), được xuất bản bởi Agora lần đầu năm 2014, và tái bản năm 2016, đã được đưa vào danh sách những cuốn sách đủ điều kiện cho Giải thưởng văn học Trung Âu Angelus năm 2015. Năm 2018, ông xuất bản thêm hai cuốn tiểu thuyết: "I'll Tell You Something", do Dobra Literatura ấn hành và "Fermę blond", do Agora ấn hành.
Các ấn phẩm văn học khác:
- Truyện ngắn bằng tiếng Anh: "Suicide Pole" trong: "Dekadentzya. A literary journal from Poland", Wydawnictwo Uniwersytetu Łódzkiego, ISNN 2080 - 4741, tập. 3. 2012.
- Tiểu thuyết giả tưởng dài tập: "Tajemnica Beczek Grohmana", "Express Ilustrowany", tháng 6 - tháng 9 năm 2014[3][9].